# Франц Роговський
Франц Рого́вський (нім. Franz Rogowski; нар. 2 лютого 1986, Фрайбург-ім-Брайсгау, Баден-Вюртемберг, Німеччина) — німецький актор і танцівник.

## Біографія
Франц Роговський народився 2 лютого 1986 року у Фрайбург-ім-Брайсгау (федеральна земля Баден-Вюртемберг, Німеччина) в сім'ї педіатра і акушерки. Дід Франца по материнській лінії — Міхаель Роговський, — колишній президент Федеральної асоціації німецької промисловості (нім. Bundesverband der Deutschen Industrie).
До того як отримати акторську й танцювальну освіту, Франц працював кур'єром. У 2007 році він почав акторську кар'єру: спочатку актор виступав на сцені незалежних театрів, пізніше почав працювати як актор і хореограф в різних театрах, серед яких «Театр Талія» в Гамбурзі і «Театр Шаубюне» в Берліні.
У 2011 році Франца Роговського помітив німецький режисер і сценарист Якоб Ласс і запропонував йому головну роль у своєму фільмі «Frontalwatte». Два роки потому актор знову знявся в черговому фільмі Ласса під назвою «Кохання і стейки», де зіграв роль Клеменса, за що був удостоєний «Премії за просування нового німецького кіно» на Міжнародному кінофестивалі в Мюнхені.
У 2015 році Роговський знявся у фільмах «Вікторія» режисера Себастьяна Шиппера і «З нами все гаразд» Генрі Штайнметца. Стрічка «Вікторія» була показана на Берлінському міжнародному кінофестивалі, де була відзначена одразу декількома нагородами.
У 2018 році Франц Роговський зіграв головні ролі у фільмах «Між рядами» і «Транзит». Обидві стрічки були показані на 68-му Берлінському МКФ, а сам актор на цьому фестивалі отримав нагороду «Висхідна зірка».
У 2019 році Роговський зіграв одну з головних чоловічих ролей у фільмі Ангели Шанелек «Я був удома, але», світова прем'єра якого відбулася на 69-му Берлінського міжнародному кінофестивалі, де фільм брав участь в основній конкурсній програмі у змаганні за «Золотого ведмедя».

## Фільмографія

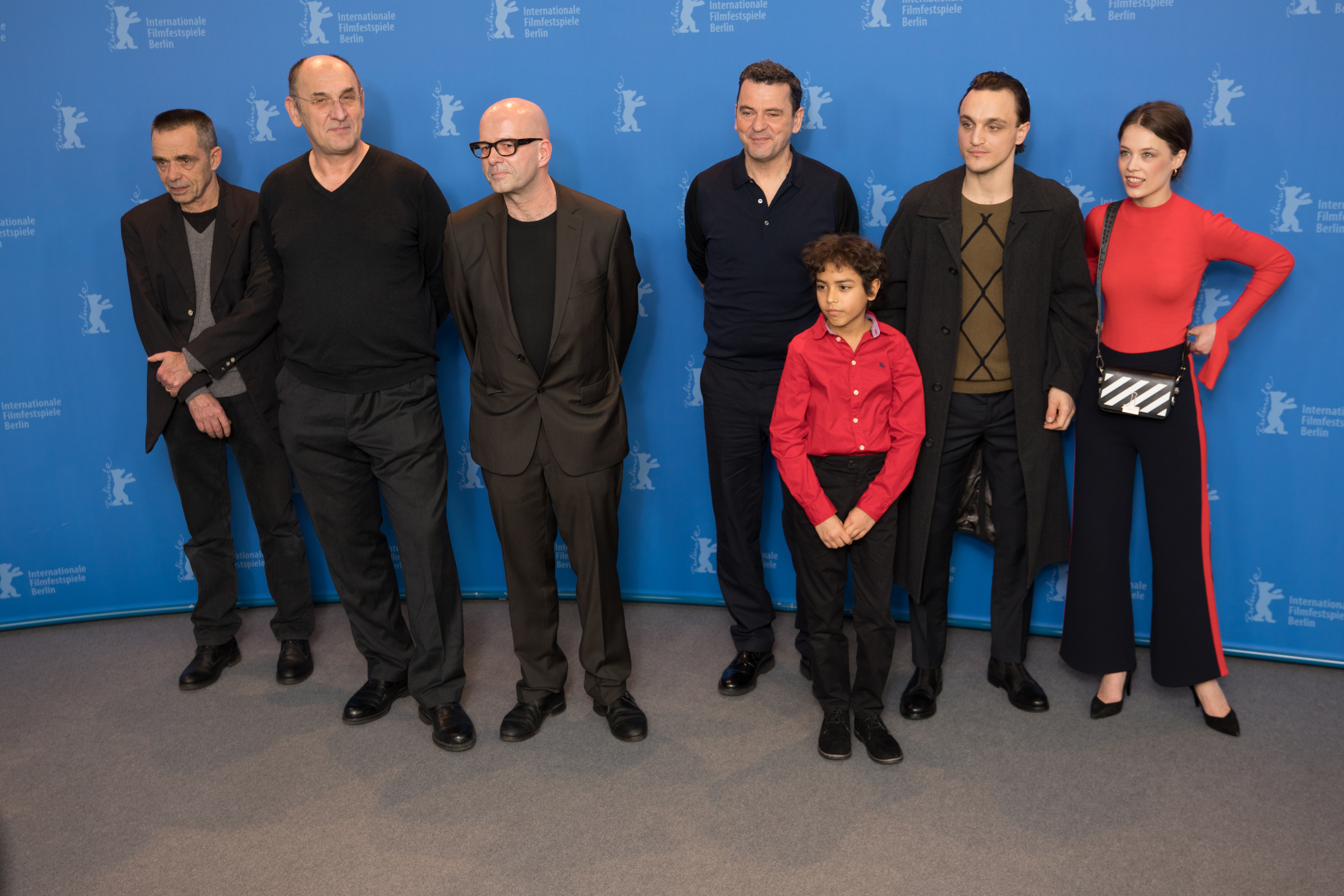
Ф. Роговський (другий праворуч) зі знімальною групою фільму «Транзит» на Берлінале-2018

| Рік  |    | Українська назва                   | Оригінальна назва               | Роль                   |
| ---- | -- | ---------------------------------- | ------------------------------- | ---------------------- |
| 1971 | с  | Телефон поліції — 110              | Polizeiruf 110                  | Анієль Радке           |
| 2011 | ф  |                                    | Frontalwatte                    | Франц                  |
| 2011 | кф |                                    | Uh, It's Great Here             |                        |
| 2013 | ф  | Кохання і стейки                   | Love Steaks                     | Клеменс Поллозек       |
| 2015 | ф  | Вікторія                           | Victoria                        | боксер                 |
| 2015 | ф  | З нами все гаразд                  | Uns geht es gut                 | Туббі                  |
| 2015 | тф | Візит до Емми                      | Besuch für Emma                 | Арне                   |
| 2015 | кф | Хто ніколи не їв хліба зі сльозами | Wer nie sein Brot mit Tränen aß |                        |
| 2016 | кф | Симулянт                           | Simulant                        |                        |
| 2017 | ф  | Дівчина на прізвисько «Звір»       | Tiger Girl                      | Мальте                 |
| 2017 | тф |                                    | The Superhost                   | Джун 1                 |
| 2017 | ф  | Хепі-енд                           | Happy End                       | П'єр Лоран             |
| 2017 | ф  |                                    | Fikkefuchs                      | Торбен / Торстен / син |
| 2018 | ф  | Люкс: Воїн світла                  | Lux: Krieger des Lichts         | Люкс / Торстен Качель  |
| 2018 | ф  | Транзит                            | Transit                         | Георг                  |
| 2018 | ф  | Між рядами                         | In den Gängen                   | Крістіан Груверт       |
| 2019 | ф  | Приховане життя                    | A Hidden Life                   | Вальдланд              |
| 2019 | ф  | Я був удома, але                   | Ich war zuhause, aber           | Ларс                   |
|      | ф  | Остання планета                    | The Way of the Wind             |                        |

## Визнання
| Нагороди та номінації Франца Роговського (Список не є вичерпним) | Нагороди та номінації Франца Роговського (Список не є вичерпним) | Нагороди та номінації Франца Роговського (Список не є вичерпним) | Нагороди та номінації Франца Роговського (Список не є вичерпним) |
| Рік                                                              | Категорія                                                        | Фільм                                                            | Результат                                                        |
| ---------------------------------------------------------------- | ---------------------------------------------------------------- | ---------------------------------------------------------------- | ---------------------------------------------------------------- |
| Мюнхенський кінофестиваль                                        |                                                                  |                                                                  |                                                                  |
| 2013                                                             | Нагорода молодого німецького кіно — Найкраща акторська гра       | Кохання і стейки                                                 | Перемога                                                         |
| Берлінський міжнародний кінофестиваль                            |                                                                  |                                                                  |                                                                  |
| 2018                                                             | Нагорода «Висхідна зірка»                                        | Нагорода «Висхідна зірка»                                        | Перемога                                                         |
| Німецька кінопремія                                              |                                                                  |                                                                  |                                                                  |
| 2018                                                             | Найкращий актор у головній ролі                                  | Між рядами                                                       | Перемога                                                         |